# Hryhoriwka (Kachowka)
Hryhoriwka (ukrainisch Григорівка; russisch Григоровка Grigorowka) ist ein Dorf im Süden der ukrainischen Oblast Cherson mit etwa 1800 Einwohnern.
Das 1869 gegründete Dorf befindet sich 5 km nördlich des Sywasch-Ufers 18 km südöstlich vom ehemaligen Rajonzentrum Tschaplynka und etwa 130 km südöstlich der Oblasthauptstadt Cherson.

## Verwaltungsgliederung
Am 8. September 2016 wurde das Dorf zum Zentrum der neugegründeten Landgemeinde Prysywasch (ukrainisch Присиваська сільська громада/Prysywaska silska hromada, der Name bezieht sich auf das Buchtensystem Sywasch an dem die Gemeinde liegt), zu dieser zählen auch noch die 4 in der untenstehenden Tabelle aufgelistetenen Dörfer, bis dahin bildete es die gleichnamige Landratsgemeinde Hryhoriwka (Григорівська сільська рада/Hryhoriwska silska rada) im Süden des Rajons Tschaplynka.
Seit dem 17. Juli 2020 ist sie ein Teil des Rajons Kachowka.
Folgende Orte sind neben dem Hauptort Hryhoriwka Teil der Gemeinde:
| Name                     | Name              | Name                                |
| ukrainisch transkribiert | ukrainisch        | russisch                            |
| ------------------------ | ----------------- | ----------------------------------- |
| Iwaniwka                 | Іванівка          | Ивановка (Iwanowka)                 |
| Nowowolodymyriwka        | Нововолодимирівка | Нововладимировка (Nowowladimirowka) |
| Pawliwka                 | Павлівка          | Павловка (Pawlowka)                 |
| Strohaniwka              | Строганівка       | Строгановка (Stroganowka)           |